# Russische salade

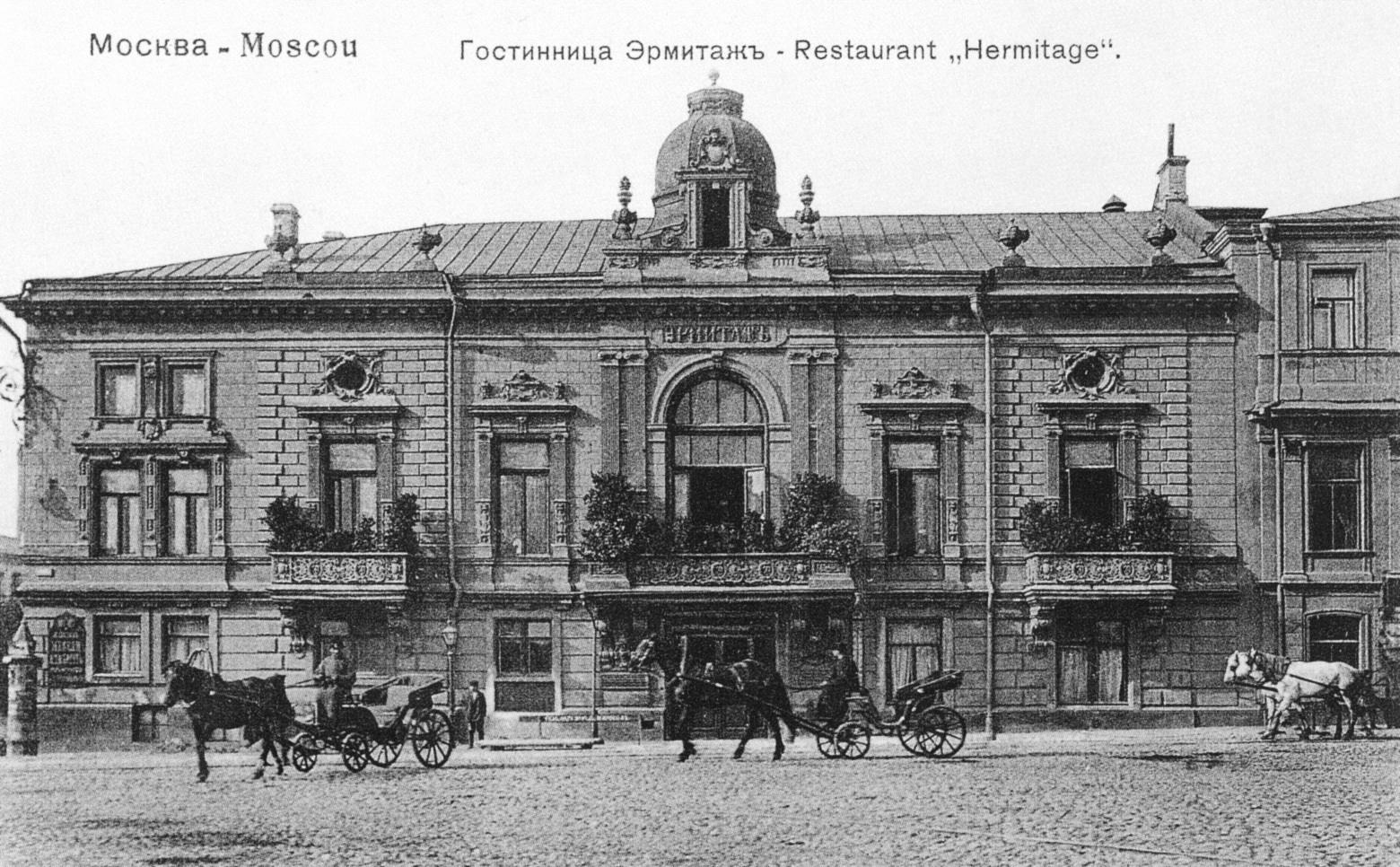
Hermitage-restaurant in de 20e eeuw

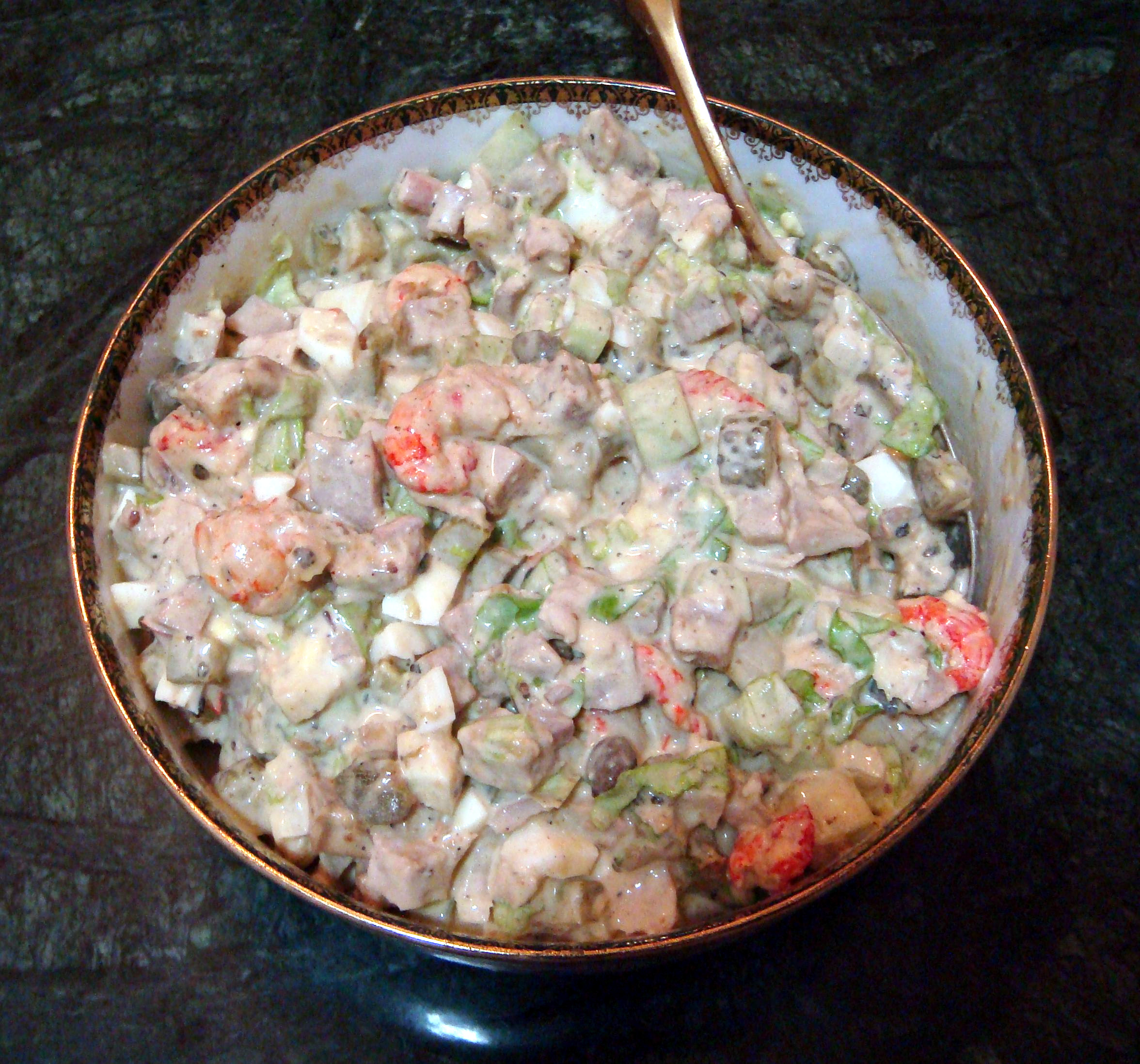
Oliviersalade bereid volgens het recept van restaurant Hermitage

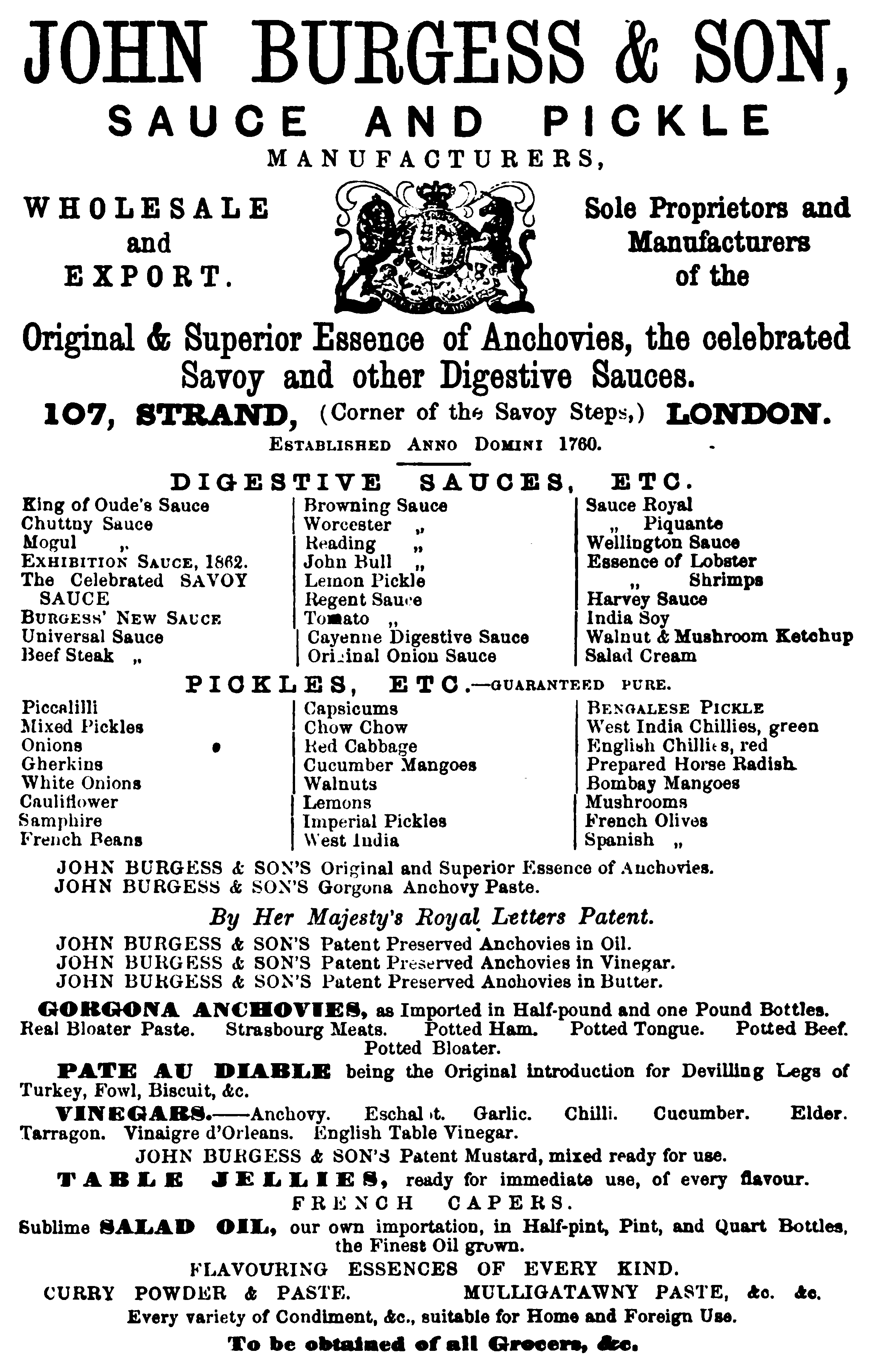
Advertentie voor mogulsaus en andere specerijen door John Burgess & Son

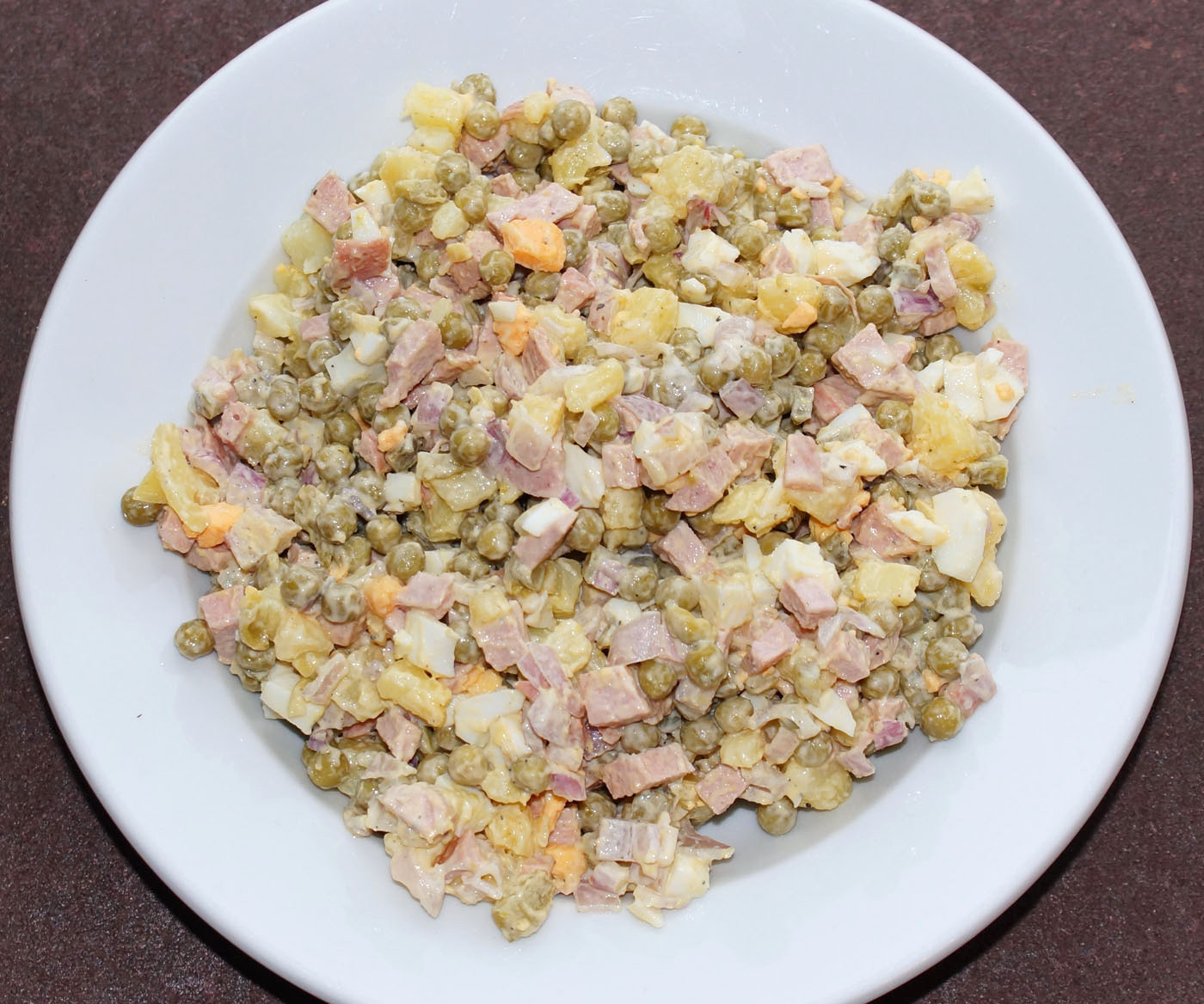
Typische Olivier-salade in Sovjetstijl

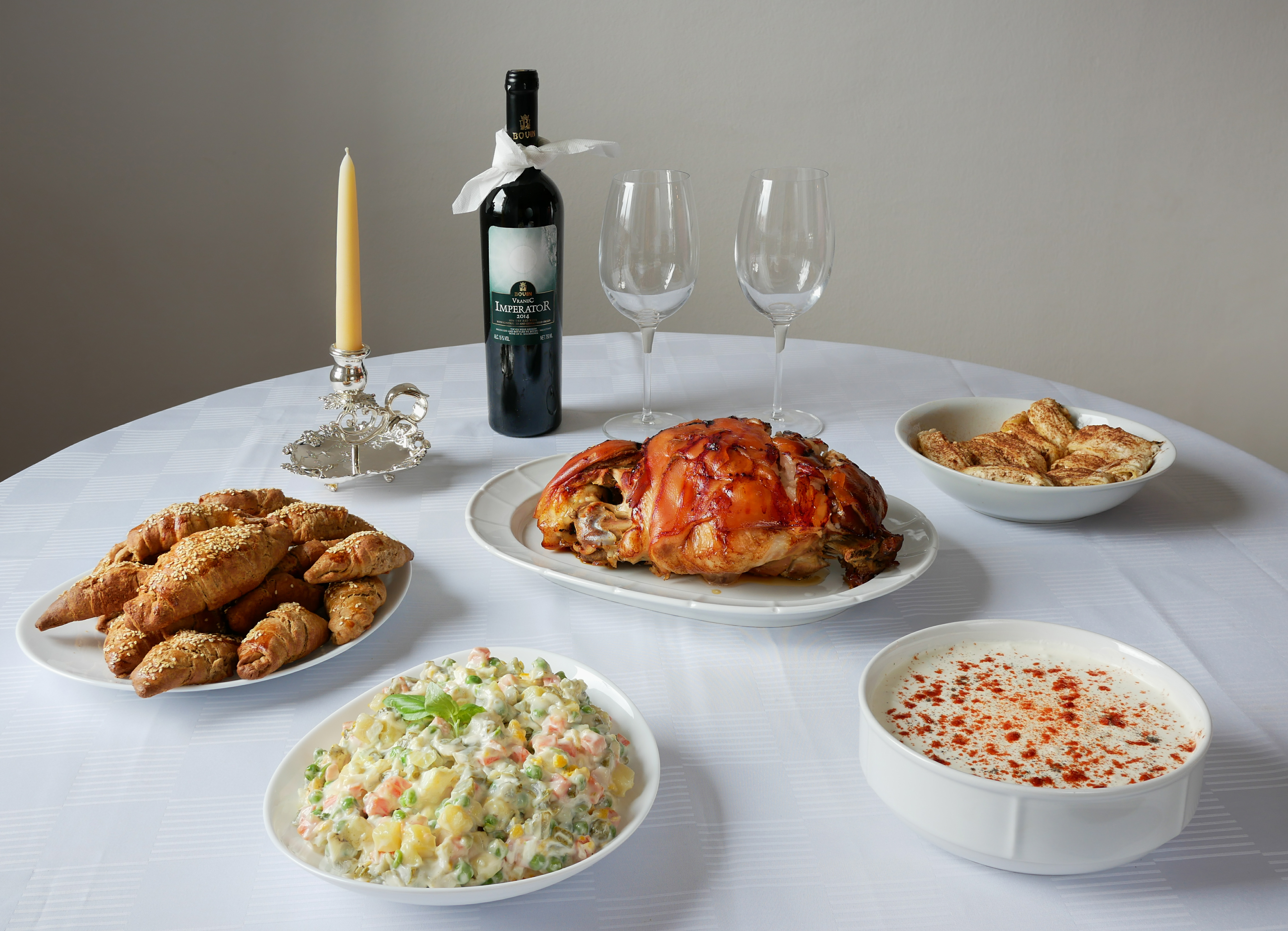
Russische salade in de Servische keuken

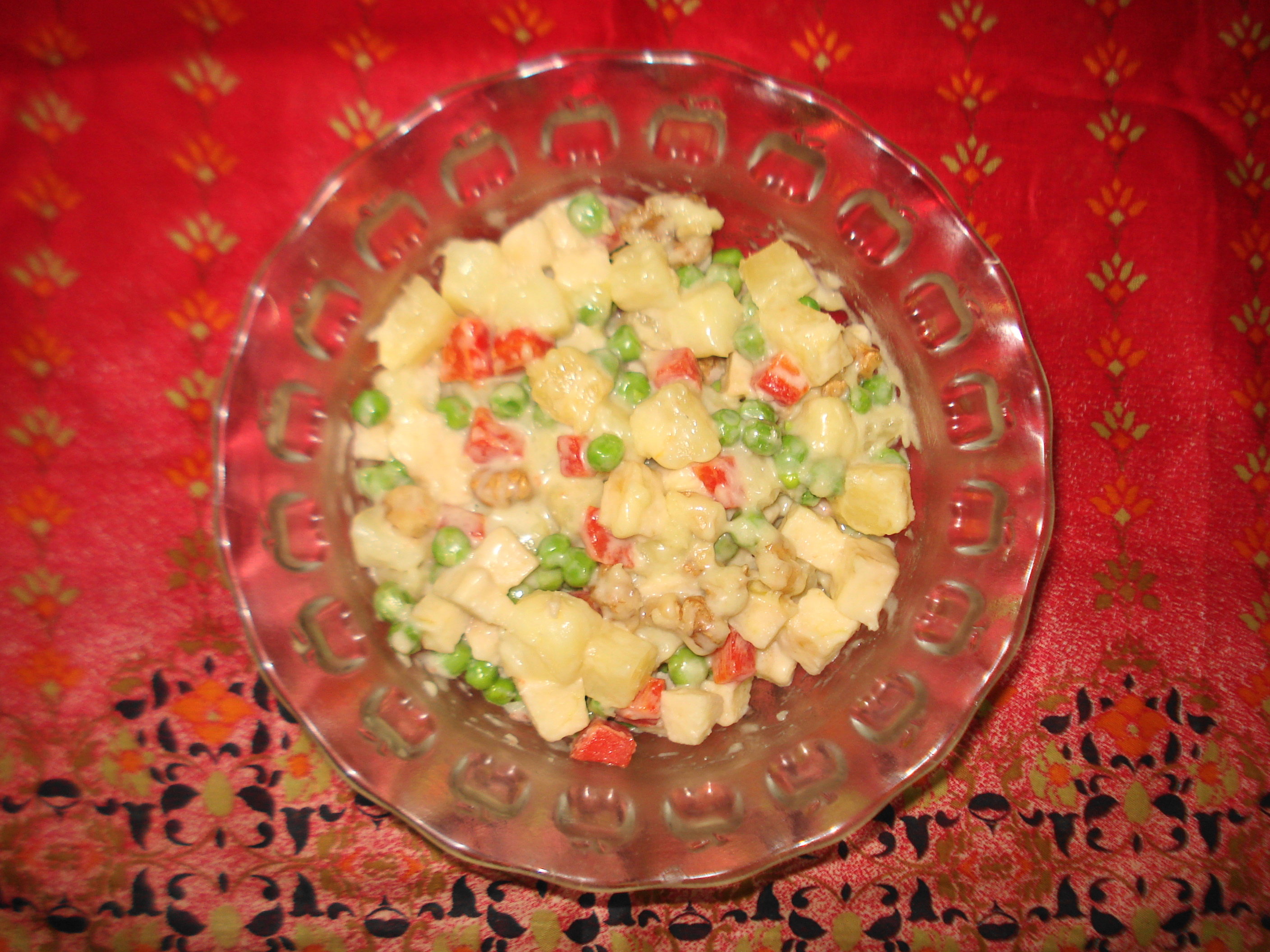
Russische salade in de Pakistaanse keuken

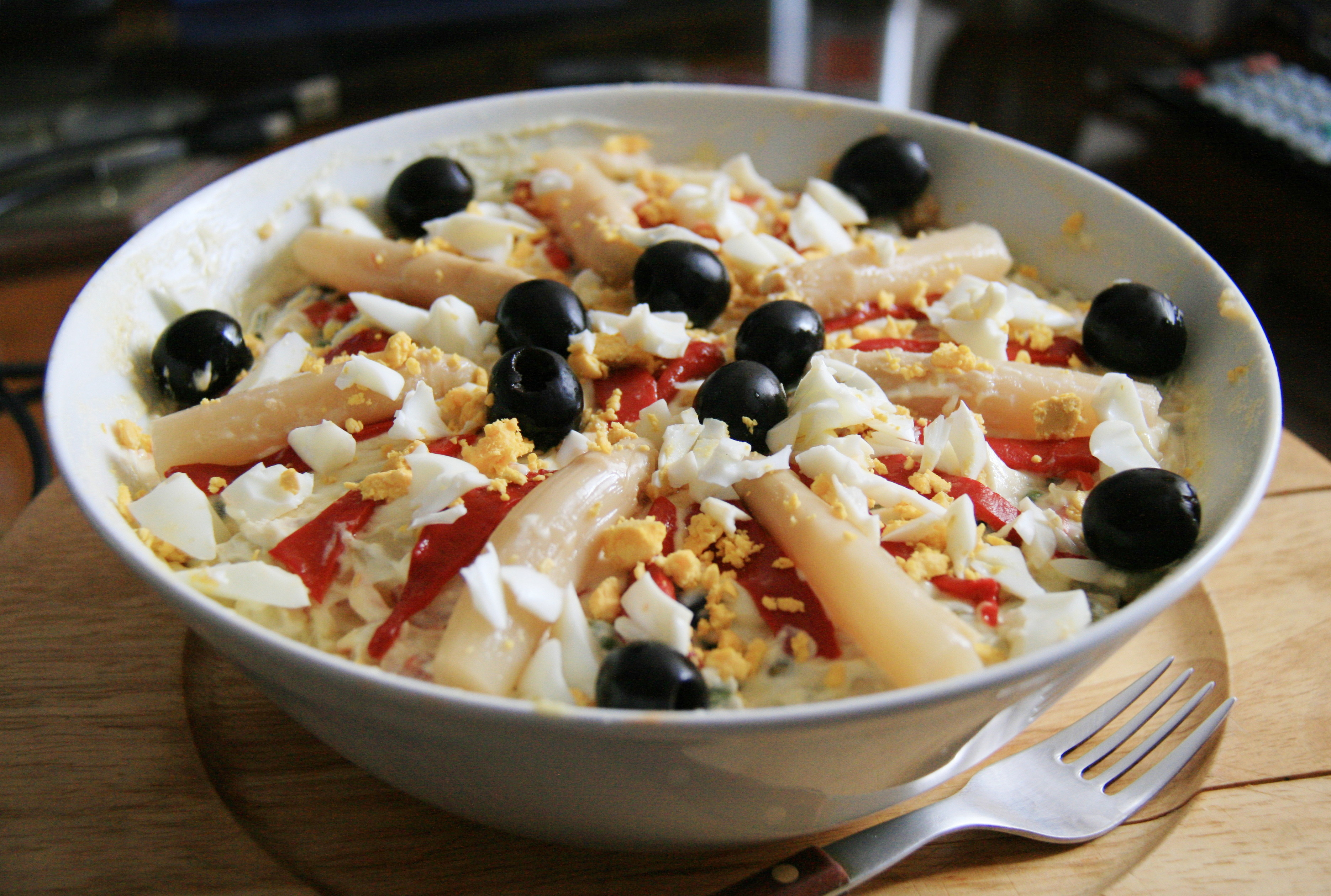
Ensaladilla rusa, Madrid, Spanje

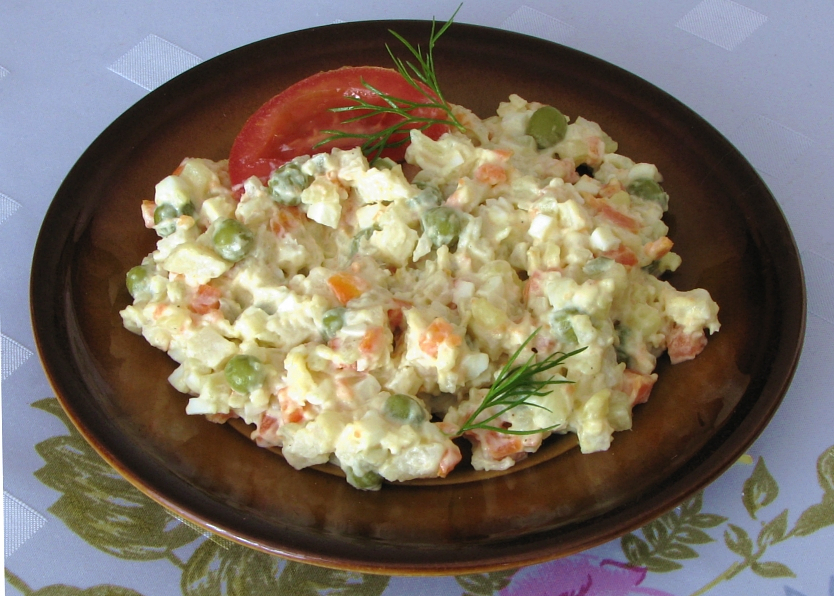
Sałatka jarzynowa, Polen

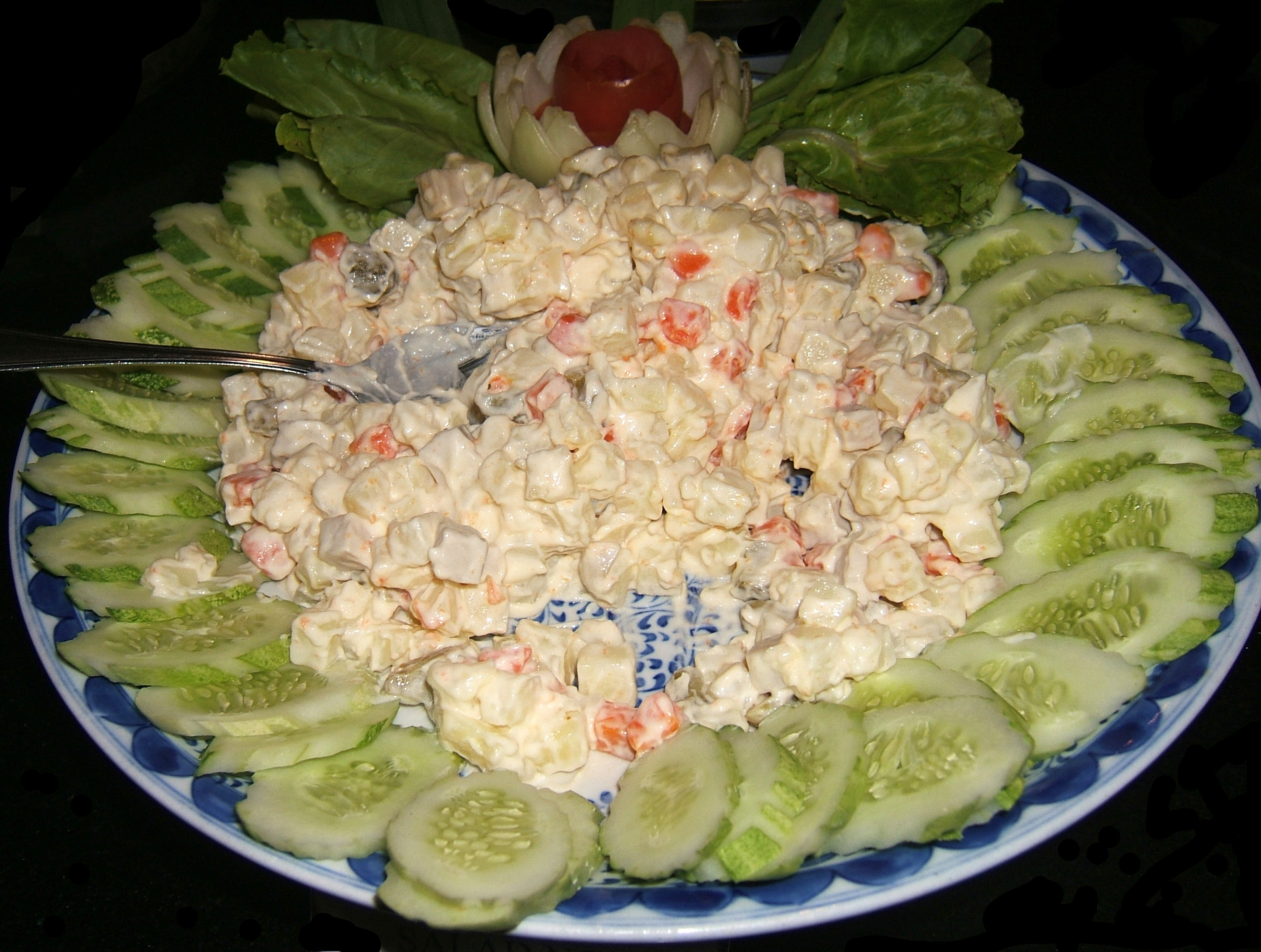
Russische salade, Hanoi, Vietnam

Russische salade is een traditioneel saladegerecht  uit de Russische keuken, dat ook populair is in andere voormalige Sovjetlanden en over de hele wereld. In verschillende moderne recepten wordt het meestal gemaakt met in blokjes gesneden gekookte aardappelen, wortelen, augurken (of komkommer), groene erwten, eieren, knolselderij, uien, in blokjes gesneden gekookte kip of boterhamworst (soms ham of hotdogs), en zure appels. Voor de smaak wordt er zout, peper en mosterd aan toegevoegd, en de dressing bestaat uit mayonaise. In Rusland en andere voormalige Sovjetlanden, evenals in Russischtalige gemeenschappen over de hele wereld, is de salade een van de hoofdgerechten geworden op zakuski-tafels die worden geserveerd tijdens Oudejaarsavond.

## Geschiedenis
De originele versie van de salade werd in de jaren 1860 uitgevonden door een kok van Belgische afkomst, Lucien Olivier, de chef-kok van de Hermitage, een van de beroemdste restaurants van Moskou. De salade van Olivier werd al snel immens populair bij Hermitage-stamgasten en werd het kenmerkende gerecht van het restaurant.
Het exacte recept, vooral dat van de dressing, was geheim, maar de gangbare ingrediënten van de salade waren onder meer korhoenders, kalfstong, kaviaar, sla, rivierkreeftstaarten, kappertjes en gerookte eend. De exacte ingrediënten hingen af van het seizoen. De oorspronkelijke Olivier-dressing was een soort mayonaise, gemaakt met Franse wijnazijn, mosterd en Provençaalse olijfolie; het exacte recept ging met Olivier mee het graf in. 
Aan het begin van de 20e eeuw probeerde een van Oliviers souschefs, Ivan Ivanov, het recept te stelen. Terwijl Olivier op een avond zoals gewoonlijk in zijn eentje de dressing stond voor te bereiden, werd hij plotseling weggeroepen. Ivanov maakte van de gelegenheid gebruik. Hij sloop de privékeuken van Olivier binnen en observeerde zijn mise-en-place, waardoor hij redelijke aannames kon doen over het recept van Oliviers beroemde dressing. Ivanov nam vervolgens ontslag, en startte als chef-kok voor Moskva, een ietwat inferieur restaurant, waar hij een verdacht vergelijkbare salade begon te serveren onder de naam "salade van de hoofdstad" (Russisch: Stolichny). De fijnproevers uit die tijd meldden echter dat de dressing op de "Stolichny"-salade van een lagere kwaliteit was dan die van Olivier, wat betekent dat er "iets ontbrak".
Later verkocht Ivanov het recept voor de salade aan verschillende uitgeverijen, wat verder bijdroeg aan de populariteit ervan. Vanwege de sluiting van restaurant Hermitage in 1905 en het daaropvolgende vertrek van de familie Olivier uit Rusland, kon zijn salade nu worden aangeduid als "Oliviersalade".
Een van de eerste gedrukte recepten voor Olivier-salade, door Aleksandrova, die in 1894 verscheen, gaf als ingrediënten een half hazelaarhoen, twee aardappelen, een kleine komkommer (of een grote augurk), 3-4 slablaadjes, 3 grote rivierkreeftstaarten, 1/ 4 kopjes aspic in blokjes, 1 theelepel kappertjes, 3-5 olijven en 11⁄2 eetlepels Provençaalse dressing (mayonaise).
Zoals vaak gebeurt met gastronomische recepten die populair worden, werden de ingrediënten die zeldzaam, duur, seizoensgebonden of moeilijk te bereiden waren, geleidelijk vervangen door goedkoper en gemakkelijker verkrijgbaar voedsel.
Het voor zover bekend oudst gepubliceerde recept verscheen in het Russische tijdschrift Наша пища (Nasha pishcha, "Onze Keuken") No. 6 (31 maart 1894). Dit tijdschrift, uitgegeven van 1891 tot 1896 en onder redactie van M. Ignatiev, verklaarde dat het originele recept "mogulsaus" of "kabulsaus" (vergelijkbaar met Worcestersaus) bevatte, vervaardigd door John Burgess & Son  (het merk die hij naar verluidt gebruikte) en Crosse & Blackwell. Sommige latere recepten vervingen de mogulsaus met sojasaus.
Het boek Руководство к изучению основ кулинарного искусства (Rukovodstvo k izucheniyu osnov kulinarnogo iskusstva, "Gids voor de Fundamentals of Culinary Arts") (1897) door P. Aleksandrova gaf een recept met korhoen, rivierkreeft, aardappelen, komkommer, sla, aspic, kappertjes, olijven en mayonaise. De auteur schreef dat kalfsvlees, patrijs of kip kon worden vervangen, maar het authentieke recept bevatte korhoenders.
In het Rusland van na de Revolutie werden de originele ingrediënten vervangen door goedkopere: korhoenders werden vervangen door kip of worst, rivierkreeften door hardgekookt ei, komkommers, olijven en kappertjes door ingelegde komkommers en doperwten.
De restaurantversie uit het midden van de 20e eeuw omvatte niet alleen groenten, maar ook ingelegde tong, worst, kreeftenvlees, truffels, enz. Gegarneerd met kappertjes, ansjovisfilets, enz. Sommige versies vormden het in aspic .
Tegenwoordig bestaat de salade in Rusland meestal uit gekookte in blokjes gesneden groenten, gedrenkt in mayonaise, met Doktorskaya (een type russische worst). Een veel voorkomende alternatieve versie, waarbij de worst wordt vervangen door gekookte of gerookte kip, wordt Stolichny-salade genoemd, naar de versie van Ivanov. Door de tijd heen zijn er ook vele andere variaties ontstaan.

## Moderne Oliviersalade
De huidige gebruikelijke versie van de Oliviersalade - met gekookte aardappelen, dille-augurken, erwten, eieren, wortelen en gekookt rundvlees / kip of bologna, gedrenkt in mayonaise - is een versie van Ivanovs Stolichny-salade en lijkt nauwelijks nog op Oliviers originele creatie. De salade wordt steevast gemaakt op oudejaarsavond, vanwege de beschikbaarheid van componenten in de winter. Hoewel er nu meer exotische voedingsmiddelen in Rusland verkrijgbaar zijn, is de populariteit ervan nauwelijks afgenomen: deze salade was en is voor Russen misschien wel het meest traditionele gerecht voor de nieuwjaarsviering thuis.
De grootste Oliviersalade ooit, met een gewicht van 1841 kg, werd in december 2012 in Orenburg bereid.

## In andere landen
Europese cafés en delicatessenzaken bieden vaak een heel assortiment salades in Olivierstijl. Bovendien verkopen cafetaria's, buurtwinkels en vrachtwagenstops verschillende voorverpakte varianten, geproduceerd als massaprodukt, met basisingrediënten met goedkope mayonaise-achtige dressing.

### Zuidoost-Europa
In Servië wordt Olivier-salade Russische salade genoemd en verschijnt het traditioneel op de nieuwjaars- en kersttafel .
De salade is populair als руска салата (ruska salata) in Bulgarije, Servië en Noord-Macedonië, en sallatë ruse in Albanië. De Bulgaarse versie van de salade bestaat meestal uit aardappelen, wortelen, erwten, augurken en een soort salami of ham. In Bosnië en Herzegovina zijn zowel de ruska salata als de francuska salata (in wezen een Russische salade bereid zonder vlees) erg populair, vooral tijdens vakanties.
In Kroatië en Slovenië wordt het meestal bereid zonder vlees en aardappelen, en wordt het meestal francuska salata genoemd in het Kroatisch en francoska solata in het Sloveens, wat beide Franse salade betekent.
De Roemeense variant, genaamd salată de boeuf ("rundvleessalade"), wordt beschouwd als een traditioneel gerecht. Het is een combinatie van fijngehakt rundvlees (of kip) en wortelgroenten, gevouwen in mayonaise en afgewerkt met murături, traditionele Roemeense gemengde augurken. Het kan ook vegetarisch gemaakt worden.
In Turkije staat het bekend als Rus salatası ("Russische Salade"). De Turkse versie bestaat uit gekookte en gesneden wortelen en aardappelen, gesneden komkommer augurken, gekookte erwten en mayonaise en is soms versierd met gekookte en gesneden eieren, zwarte olijven en gezuurde bieten. Het wordt geserveerd als meze en wordt gebruikt als vulling voor sommige sandwiches en kumpir (pofaardappel). Een andere Turkse naam voor Oliviersalade is Amerikan salatası ('Amerikaanse salade'), een eufemistische verkeerde benaming uit de Koude Oorlog.

### Centraal-Europa
In Slowakije wordt het zemiakový šalát ("aardappelsalade") genoemd. Er zijn verschillende versies; het bestaat echter meestal uit gekookte en in blokjes gesneden groenten (aardappelen, wortelen), fijngehakte uien en augurken in een mayonaisedressing, vaak met in blokjes gesneden hardgekookte eieren en ingeblikte groene erwten. Het is gekruid met zout, zwarte peper en mosterd. Er kan ook wat vocht uit de augurken worden toegevoegd.
In het Tsjechisch wordt het gewoon bramborový salát ("aardappelsalade") genoemd. Het bestaat uit gekookte en in blokjes gesneden groenten (aardappelen, wortelen, peterselie en knolselderij), fijngehakte uien en augurken in een mayonaisedressing, vaak met in blokjes gesneden hardgekookte eieren, een soort zachte salami en doperwtjes uit blik. Het is het favoriete bijgerecht bij schnitzel of gepaneerde karper, de hoofdmaaltijd voor kerst in Tsjechië.
Poolse sałatka jarzynowa of sałatka warzywna ("groentesalade", vaak eenvoudig salatka genoemd) is vegetarisch, bestaande uit erwten, hardgekookte eieren en de mirepoix, altijd in kleine blokjes gesneden, gekruid met mayonaise, zout, peper. Recepten verschillen meestal per regio (zoete appels of augurken kunnen worden toegevoegd) en zelfs per huishouden, soms zelfs met vlees (bijv. ham). Een dergelijke opmerkelijke uitzondering is szałot (Poolse uitspraak: [ˈʂawɔt]), een Silezische variëteit die niet alleen gekookte aardappelen, wortelen, erwten en gekookte eieren kan bevatten, maar ook spek, worstjes of ingelegde haring. Dergelijke salades worden vaak geserveerd op familiefeesten, met name op kerstavond.
In Hongarije wordt het "Orosz hússaláta" (Russische vleessalade) genoemd en is het hele jaar door een populair gerecht.

### Zuid-Europa
In Griekenland staat het op het menu van bijna elk restaurant en wordt het ρώσικη σαλάτα ( rossiki salata) genoemd; het bevat meestal geen vlees. Ensaladilla rusa ("Russische kleine salade") wordt veel geconsumeerd in Spanje en wordt in veel bars als tapa geserveerd. Het bestaat meestal uit gehakte gekookte aardappel, gehakte gekookte wortelen, ingeblikte tonijn, gehakte gekookte eieren, erwten en mayonaise. In Italië heeft Insalata russa dezelfde ingrediënten. Een vergelijkbare versie is ook populair in Portugal, waar het salada russa wordt genoemd. Het wordt meestal geserveerd als een op zichzelf staand gerecht of als garnering bij visgerechten, met name visfilets.

### Noord-Europa
In Noorwegen, IJsland en Denemarken wordt het Italiaanse salade genoemd. Het bevat wortelen en doperwten in mayonaisedressing. Vaak wordt de salade gecombineerd met gerookt vlees op brood. In Finland bevat deze Italiaanse salade spaghetti in plaats van aardappelen. In Nederland is er een vergelijkbare salade bekend onder de naam Huzarensalade. Deze salade is echter geen directe afgeleide van de Russische salade, aangezien huzarensalade al in de jaren 1840 bestond.
Oliviersalade is populair in Iran, waar het meestal wordt gemaakt met aardappelen, eieren, Perzische ingelegde komkommers, wortelen, kip, erwten en mayonaise, en het is vaak een sandwichvuller.
Het is ook een populaire salade in Bangladesh, Pakistan en India, waar het meestal wordt gemaakt met aardappelen, erwten, appels of ananas en mayonaise, en het wordt vaak gebruikt als bijgerecht in cafés. Een andere salade, die ook "Russische salade" wordt genoemd, is ook erg populair in Pakistan. Deze bestaat echter uit kool en appel.
Oliviersalade wordt verondersteld te zijn geïntroduceerd als een "Hoofdstadsalade" of "Niislel-salade" in Mongolië tijdens de Sovjetperiode. Het bestaat meestal uit gehakte ham en wortelen, gehakte gekookte eieren, gehakte gekookte wortelen en aardappelen met mayonaise. Het is populair onder Mongolen, vooral tijdens de feestdagen.

### Latijns-Amerika
Het gerecht is ook erg populair in veel Latijns-Amerikaanse landen waar het ensalada rusa wordt genoemd en tot het minimum is teruggebracht: fijngehakte gekookte aardappelen en wortelen, sperziebonen en een overvloedige dressing op basis van mayonaise. In Argentinië wordt het meestal alleen geserveerd als voorgerecht, of omhuld met zeer dun gesneden rundvlees (matambre), in een gerecht genaamd matambre con rusa. Argentijnen van Oost-Europese joodse afkomst maken de salade ook wel met tonijn. In Colombia, Venezuela en Argentinië is het een traditioneel kerstbijgerecht. In Haïti wordt "salade russe" gemaakt van in blokjes gesneden gekookte groenten, waaronder bieten, wortelen, aardappelen en soms maïs, gemengd met mayonaise en kruiden. Het wordt vaak als bijgerecht geserveerd.